# تورفینز
تورفینز (به انگلیسی: Torphins) یک روستا در بریتانیا است که در آبردین‌شایر واقع شده‌است. تورفینز ۱٬۴۸۳ نفر جمعیت دارد.